# 佐渡の夕笛/雨の木屋町
「佐渡の夕笛/雨の木屋町」（さどのゆうぶえ/あめのきやまち）は、2017年2月8日に発売された丘みどりの8枚目のシングル。

## 解説
- 「佐渡の夕笛」と「雨の木屋町」の両A面シングル。メディアでは「佐渡の夕笛」を歌唱することが多いが、「雨の木屋町」もメディアで披露することが他のカップリング曲に比べ多い。
- 6月28日には2曲に加え「霧の川」とデビュー曲「おけさ渡り鳥」を収録した「佐渡の夕笛/雨の木屋町～4曲入り感謝盤～」が発売された。
- オリコンチャートでは初登場32位であったが、発売から5ヶ月後の7月10日付で最高位25位を記録、演歌・歌謡シングルチャートでは同じく7月10日付で1位を記録した。
- 前作「霧の川」を上回り自己最高のセールスを記録した。
- 「佐渡の夕笛」で第68回NHK紅白歌合戦に初出場し、能舞台をテーマにした歌に合わせ能の衣装を着て歌唱した[1]。

## 収録曲
1. 佐渡の夕笛（4分45秒）
  - 作詞：仁井谷俊也／作曲：弦哲也／編曲：南郷達也
2. 雨の木屋町（4分30秒）
  - 作詞：喜多條忠／作曲：愛田健二／編曲：丸山雅仁
3. 佐渡の夕笛 [オリジナル・カラオケ]
4. 佐渡の夕笛[一般女声用半音下げカラオケ]
5. 雨の木屋町[一般用カラオケ]